# Phil Oreskovic
Phil Oreskovic (North York, Ontario, Kanada, 26. siječnja 1987.) kanadski je profesionalni hokejaš na ledu koji igra na poziciji braniča. Trenutačno je član Toronto Maple Leafsa koji se natječe u NHL-u, odnosno njegove podružnice Toronto Marliesa koji se natječe u AHL-u.

## Karijera
2003. godine Oreskovic započinje karijeru u klubu Brampton Battalion koji se natječe u OHL-u. U Battalionu je proveo četiri sezone pri čemu je odigrao 228 utakmica u regularnoj sezoni te 29 utakmica u doigravanju. U sezoni 2006./07. Oreskovic je igrao za čak tri kluba u dvije lige. U OHL-u osim za Battalione igrao je i za Owen Sound Attack, a pred kraj sezone zaigrao je i u AHL-u u dresu Toronto Marliesa započevši tad i svoju profesionalnu karijeru.

### Toronto Maple Leafs (2007. - danas)
Na draftu 2005. godine u 3. krugu kao 82. izbor odabrali su ga Toronto Maple Leafs. 1. lipnja 2009. godine potpisuje trogodišnji ugovor s klubom. Sezonu 2007./08. započeo je u Columbia Inferno koja se natjecala u ECHL-u, a završio u podružnici Toronto Marlies. Sljedeću sezonu ostaje u Marliesima gdje konstantno igra sve do 9. ožujka 2009. godine kad ga Toronto Maple Leafs uvrštava u prvu momčad. Isti dan Oreskovic upisuje svoj prvi nastup u NHL-u u utakmici protiv Ottawa Senatorsa. S tim nastupom ujedno je i postao 400. igrač ECHL-a koji je zaigrao u NHL-u. 24. ožujka 2009. godine postiže i svoj prvi pogodak u NHL-u i to u utakmici protiv Washington Capitalsa. U sezoni 2009./10. ponovno igra za podružnicu Toronto Marlies.

## Statistika karijere
Bilješka: OU = odigrane utakmice, G = gol, A = asistencija, Bod = bodovi, KM = kaznene minute
| 2003./04.       | Brampton Battalion  | OHL             | 66  | 0 | 7  | 7  | 64  | 12 | 0 | 2 | 2 | 16 |
| 2004./05.       | Brampton Battalion  | OHL             | 61  | 1 | 6  | 7  | 147 | 6  | 0 | 0 | 0 | 4  |
| 2005./06.       | Brampton Battalion  | OHL             | 65  | 3 | 9  | 12 | 202 | 11 | 0 | 0 | 0 | 34 |
| 2006./07.       | Brampton Battalion  | OHL             | 36  | 2 | 12 | 14 | 113 | —  | — | — | — | —  |
| 2006./07.       | Owen Sound Attack   | OHL             | 26  | 1 | 7  | 8  | 66  | 4  | 0 | 0 | 0 | 2  |
| 2006./07.       | Toronto Marlies     | AHL             | 3   | 0 | 1  | 1  | 2   | —  | — | — | — | —  |
| 2007./08.       | Columbia Inferno    | ECHL            | 13  | 0 | 4  | 4  | 19  | —  | — | — | — | —  |
| 2007./08.       | Toronto Marlies     | AHL             | 54  | 1 | 9  | 10 | 68  | 7  | 0 | 1 | 1 | 11 |
| 2008./09.       | Toronto Marlies     | AHL             | 65  | 1 | 10 | 11 | 103 | —  | — | — | — | —  |
| 2008./09.       | Toronto Maple Leafs | NHL             | 10  | 1 | 1  | 2  | 21  | —  | — | — | — | —  |
| 2009./10.       | Toronto Marlies     | AHL             | 30  | 0 | 2  | 2  | 82  |    |   |   |   |    |
| Sveukupno - OHL | Sveukupno - OHL     | Sveukupno - OHL | 254 | 7 | 41 | 48 | 592 | 33 | 0 | 2 | 2 | 56 |
| Sveukupno - AHL | Sveukupno - AHL     | Sveukupno - AHL | 152 | 2 | 22 | 24 | 255 | 7  | 0 | 1 | 1 | 11 |
| Sveukupno - NHL | Sveukupno - NHL     | Sveukupno - NHL | 10  | 1 | 1  | 2  | 21  |    |   |   |   |    |

## Privatni život
Oreskovicev otac je hrvatski iseljenik koji je došao u Kanadu 1962. godine. Oreskovic tečno govori hrvatski jezik.

## Vanjske poveznice
- Profil na NHL.com
- Profil na theAHL.com
- Profil na The Internet Hockey Database